# Monmouth (Maine)
Monmouth és un poble del Comtat de Kennebec a l'estat de Maine (EUA).

## Demografia
Segons el cens dels Estats Units del 2000 Monmouth tenia 3.785 habitants, 1.435 habitatges, i 1.077 famílies. La densitat de població era de 42,8 habitants/km².
Dels 1.435 habitatges en un 39% hi vivien nens de menys de 18 anys, en un 61% hi vivien parelles casades, en un 10% dones solteres, i en un 24,9% no eren unitats familiars. En el 20% dels habitatges hi vivien persones soles el 7,9% de les quals corresponia a persones de 65 anys o més que vivien soles. El nombre mitjà de persones vivint en cada habitatge era de 2,63 i el nombre mitjà de persones que vivien en cada família era de 3.
Per edats la població es repartia de la següent manera: un 27,6% tenia menys de 18 anys, un 6,2% entre 18 i 24, un 31,7% entre 25 i 44, un 24,4% de 45 a 60 i un 10% 65 anys o més.
L'edat mediana era de 38 anys. Per cada 100 dones de 18 o més anys hi havia 92,1 homes.
La renda mediana per habitatge era de 43.906 $ i la renda mediana per família de 47.616 $. Els homes tenien una renda mediana de 32.034 $ mentre que les dones 22.885 $. La renda per capita de la població era de 17.551 $. Entorn del 9,6% de les famílies i el 9,2% de la població estaven per davall del llindar de pobresa.